# Johanniskloster (Eisenach)

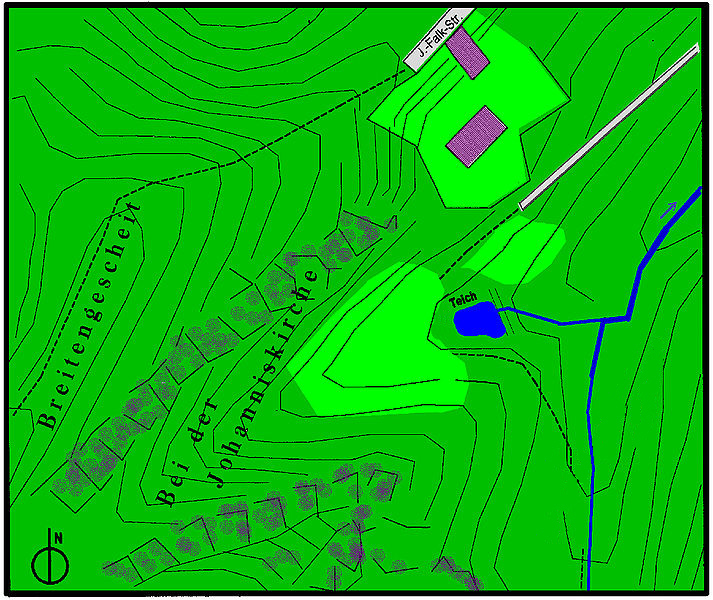
Plan zum St. Johanniskloster

Das heute als Johannistal bekannte Seitental erinnert mit seinem Namen an ein dort ehemals vorhandenes Eisenacher St.-Johannis-Kloster, das dem Orden der Zisterzienser zugehörig war und dessen Standort heute nur noch als Bodendenkmal besichtigt werden kann.

## Lage
Die Klosteranlage befand sich scheinbar abgelegen von der Altstadt in einem seitlich des Sengelsbaches gelegenen Kerbtal, heute Ludwigsklamm genannt, zwischen Paulinen- und Sophienhöhe. Dieses gegenwärtig wieder teilweise bewaldete, winzige Tal von kaum 200 m Länge und 20 bis 80 m Breite lag natürlich geschützt durch Steilhänge und Fels. Hier findet man noch neben einer künstlich terrassierten Fläche einen durch Quellbach gespeisten Teich. Heute erreicht man diesen geschichtsträchtigen, aber weitgehend vergessenen Platz bequem über den Wanderweg, der von der Kapellenstraße zur Ludwigsklamm abgeht.

## Geschichte
Das Kloster geht auf die Initiative eines als „Bruder Gerhard“ – auch „Atze“ genannten Mönches zurück. Dieser bat die zum damaligen Zeitpunkt in Eisenach oder auf der Wartburg anwesende Sophie von Brabant als vermeintliche Regentin, das von ihm erworbene Flurstück als Bauplatz für eine Mönchszelle nutzen zu dürfen. Hierzu wurde am 4. September 1252 eine auf der Wartburg ausgestellte Urkunde hinterlegt.
In seiner ersten als Thüringer Landgraf gesiegelten Urkunde bestätigte Albrecht diesen Sachverhalt 1256, verschwieg aber in der Erläuterung aus politischen Gründen jeden Hinweis auf seine einstige Rivalin Sophie.
Da diese Zelle dem heiligen Johannes geweiht wurde, findet sich in der schriftlichen Überlieferung für diese Lokalität als topographische Angabe die lateinische Form „vallis Johannis babtiste“ (1256) und „vallis St. Johannis“ (1294). In Ermangelung brauchbarer Bezugsorte nutzte man schließlich den Namen Johannistal für den größten Teil des vom Sengelsbach durchflossenen Talgrundes.
In einer weiteren auf Landgraf Albrecht zurückgehenden Urkunde erhält die Klosterzelle einen nahebei gelegenen Hopfenberg zur Bewirtschaftung geschenkt. Zu dieser Zeit war St. Johannisthal als Filiale des Georgenthaler Zisterzienserklosters anerkannt.
Das Klosterleben erlosch, als am 24. April 1525 der Eisenacher Pfaffensturm – eine antiklerikale Revolte – losbrach und sich auf zahlreiche kirchliche Besitztümer und Bauwerke entlud. Die Mönche flohen oder wurden verjagt, der Besitz wurde geplündert, der Grund und Boden später an Interessenten verkauft.
Mit der planmäßigen Erweiterung der Villensiedlung in der Eisenacher Südstadt zum Anfang des 20. Jahrhunderts erreichte die Stadtgrenze nun auch diesen abgelegenen Bereich, und man griff bei der Namenswahl „Kapellenstraße“ und „Johannistal“ auf die historische Überlieferung zurück.

## Bauliche Spuren
Die Klosteranlage wurde nach der Vertreibung der Mönche wohl noch für landwirtschaftliche Zwecke genutzt und möglicherweise im Dreißigjährigen Krieg bis auf die Grundmauern zerstört. Heute erkennt man einen von Bäumen umstandenen rechteckigen eingeebneten Platz, an dessen Rändern sich vereinzelt noch Mörtel- und Ziegelbruch und Mauerwerkspuren zeigen.
Unmittelbar unterhalb der Freifläche befindet sich ein kleiner von Schichtwasserquellen gespeister ehemaliger Fischteich und daneben die sogenannte „Schäfchenwiese“, ein beliebter Rastplatz und Tränke am einstigen Triftweg. Auch die an der Waldschänke im Johannistal vorgefundenen, heute meist verlandeten Teiche und die im Hang erkennbaren Wölbäcker und Beete sollen auf die Mönche zurückgehen.